# The Split Program
The Split Program — спліт-LP німецьких металкор-гуртів Caliban і Heaven Shall Burn який вийшов 1 січня 2000 року. Одночасно Heaven Shall Burn випустили їхній перший студійний альбом Asunder. У 2005 році Caliban переробили пісні A Summerdream та One More Lie і випустили їх на The Split Program II. Пісню Partisan на альбомі виконують Caliban, хоча пісня є оригинальною композиційою Heaven Shall Burn, а Heaven Shall Burn співають One More Lie — пісню Caliban. Також слід відзначити що трек 6, Outro, взятий з фільму Квентіна Тарантіно Кримінальне чтиво.

## Композиції
1. «Intro» (Caliban) — 0:32
2. «Assassin Of Love» (Caliban) — 3:22
3. «A Summerdream» (Caliban) — 3:56
4. «Sunday's Words» (Caliban) — 3:31
5. «Partisan» (Caliban) — 3:17
6. «Outro» (Caliban) — 0:51
7. "Suffocated In The Exhaust Of Our Machines (Heaven Shall Burn) — 4:57
8. «No Single Inch» (Heaven Shall Burn) — 2:41
9. «The Seventh Cross» (Heaven Shall Burn) — 3:42
10. «One More Lie» (Heaven Shall Burn) — 5:03